# Pi Andromedae

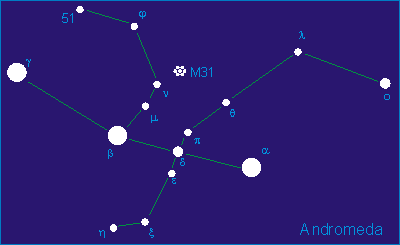
Diagrama

Pi Andromedae (π And / 29 Andromedae / HD 3369) es un sistema estelar en la constelación de Andrómeda situado a 656 años luz del sistema solar.
En una primera aproximación, Pi Andromedae aparece como una estrella binaria visual formada por una estrella azul de magnitud aparente +4,34, denominada Pi Andromedae A, y una acompañante más tenue de magnitud +8,61, que recibe el nombre de Pi Andromedae B. Visualmente las dos se hallan separadas 36 segundos de arco.
Pi Andromedae A (HR 154 / SAO 54033) es una estrella azul de tipo espectral B5V con una luminosidad 2000 veces mayor que la luminosidad solar. Excesivamente brillante para una estrella de su clase, ello se debe a que Pi Andromedae A es, a su vez, una binaria espectroscópica con un período orbital de 143,53 días. Asumiendo que las dos componentes son iguales —aunque bien pudiera no ser el caso— la masa de cada una de ellas es 5 veces mayor que la masa solar, correspondiendo al sistema una edad de 80 millones de años. La separación media entre las dos estrellas es de 1,3 UA, si bien la excentricidad de la órbita hace que esta varíe entre 0,6 y 2,1 UA.
Pi Andromedae B (SAO 54034) es una estrella blanca de la secuencia principal de tipo A6V. Separada al menos 7200 UA de la estrella binaria azul, completa una órbita alrededor de ella cada 175.000 años —siendo este el valor mínimo.
Existe una tercera estrella de magnitud 13 situada visualmente a 55 segundos de arco de la estrella principal, que probablemente no forma parte del sistema siendo solo una compañera óptica. Sin embargo, el estudio de la región cercana al par interior ha revelado la posible existencia de otra acompañante adicional, una enana naranja a unas 40 UA de distancia que completaría una órbita cada 80 años aproximadamente.